# Triceratops prorsus
Espèce
Triceratops prorsus est une espèce éteinte de dinosaures cératopsiens de la famille des Ceratopsidae et du genre Triceratops. 

## Caractéristiques

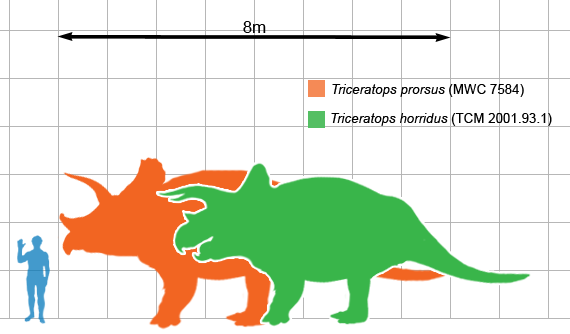
Taille comparée

Il s'agit de la deuxième espèce du genre Triceratops. L'espèce type, du genre Triceratops, Triceratops horridus mesurait 8 à 9 mètres de long.

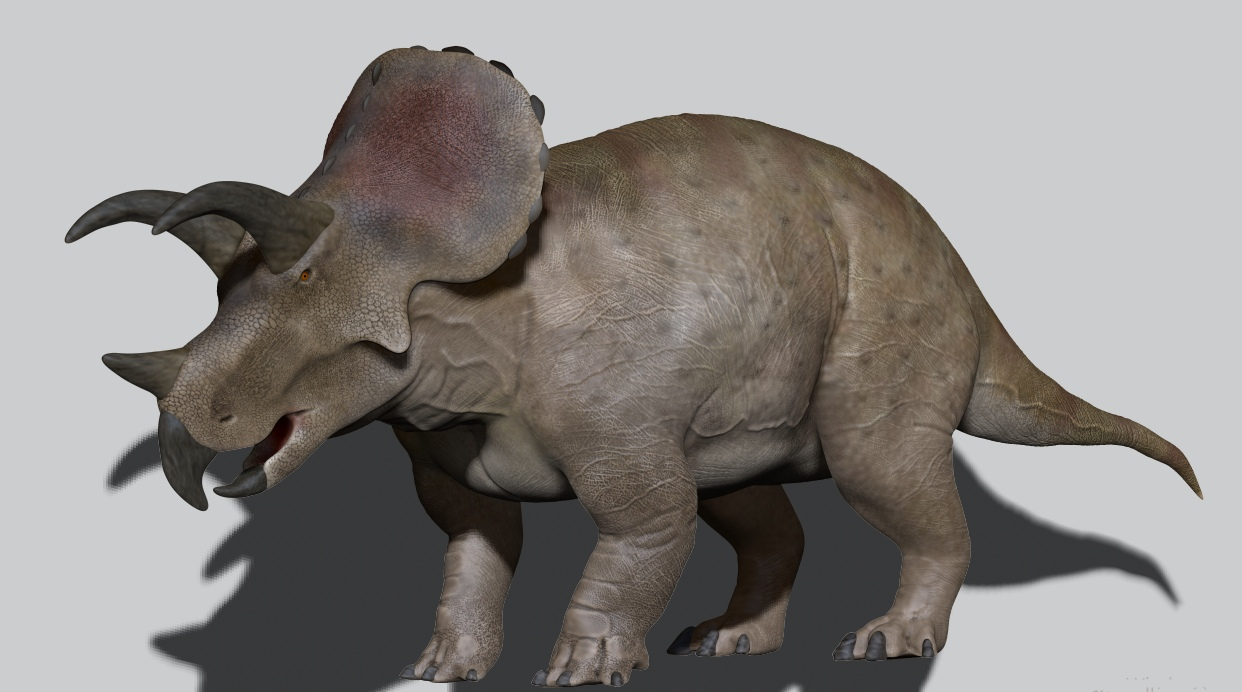
Reconstitution en 3D du Triceratops prorsus

## Visualisation

### Visualisation au muséum Senckenberg de Francfort-sur-le-Main
La mascotte et emblème du muséum Senckenberg, à Francfort-sur-le-Main en Allemagne de l'Ouest, est le Triceratops prorsus. Les deux crânes de Triceratops prorsus sont des pièces originales rares qui ont été découvertes en 1910 par le paléontologue américain Charles Hazelius Sternberg dans les strates de la formation de Laramie du Wyoming et mises en vente. La même année, O. Braunfels a rendu possible l'acquisition des deux crânes pour le musée Senckenberg par un don de 5 000 marks d'or. Après trois ans de préparation et d'assemblage, le crâne complet a été exposé comme le « premier sur le continent européen ». 

### Visualisation au musée Carnégie de Pittsburgh
Il est exposé au Musée Carnegie d'histoire naturelle de Pittsburgh en Pennsylvanie aux États-Unis. 

### Visualisation au musée national de la nature et des sciences de Tokyo

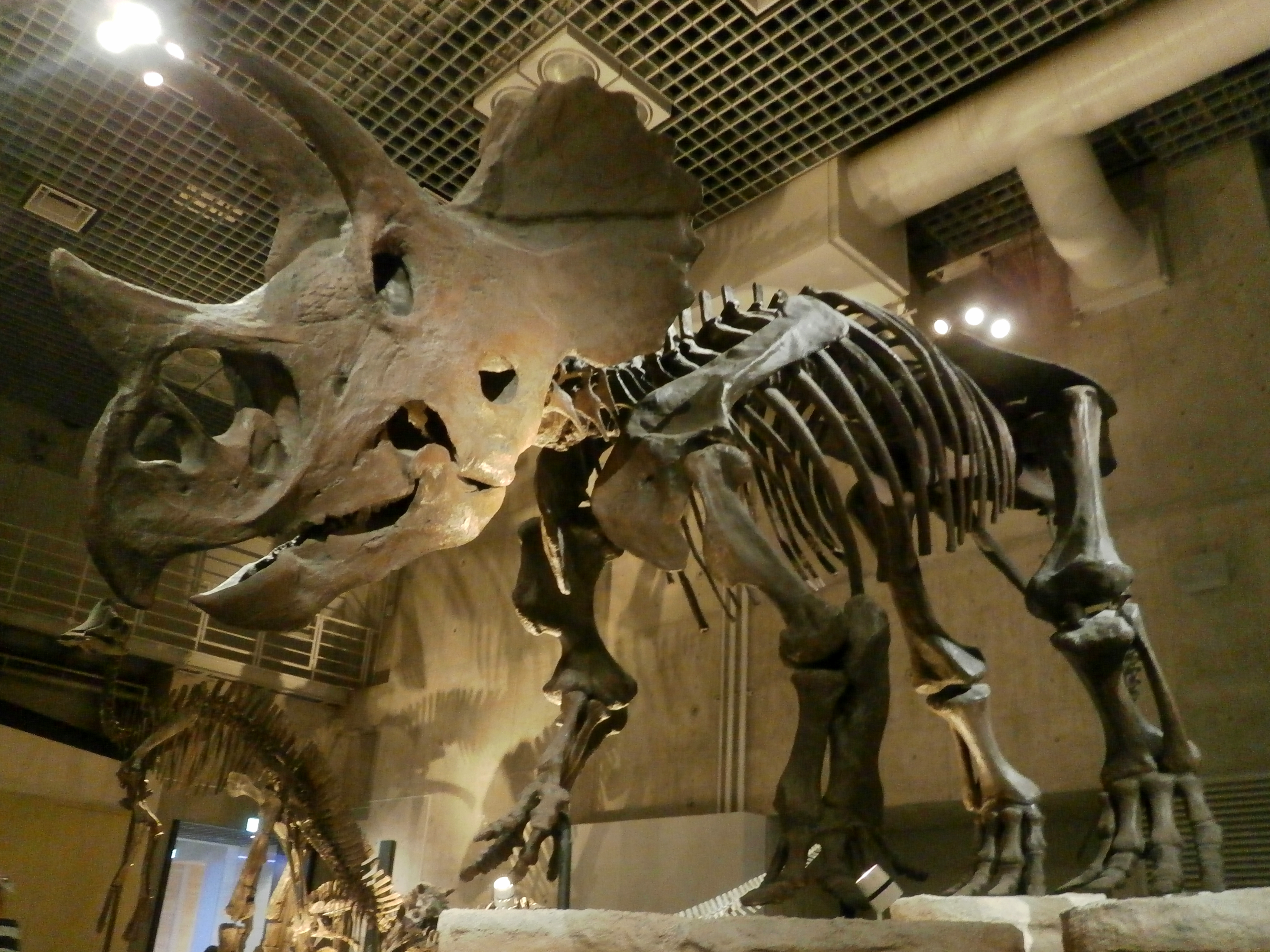
Triceratops prorsus au Musée national de la nature et des sciences de Tokyo.

Il est aussi exposé au Musée national de la nature et des sciences de Tokyo au Japon.

### Référence taxinomique
- (en) Paleobiology Database : Triceratops prorsus Marsh, 1890